# Millie Couzens

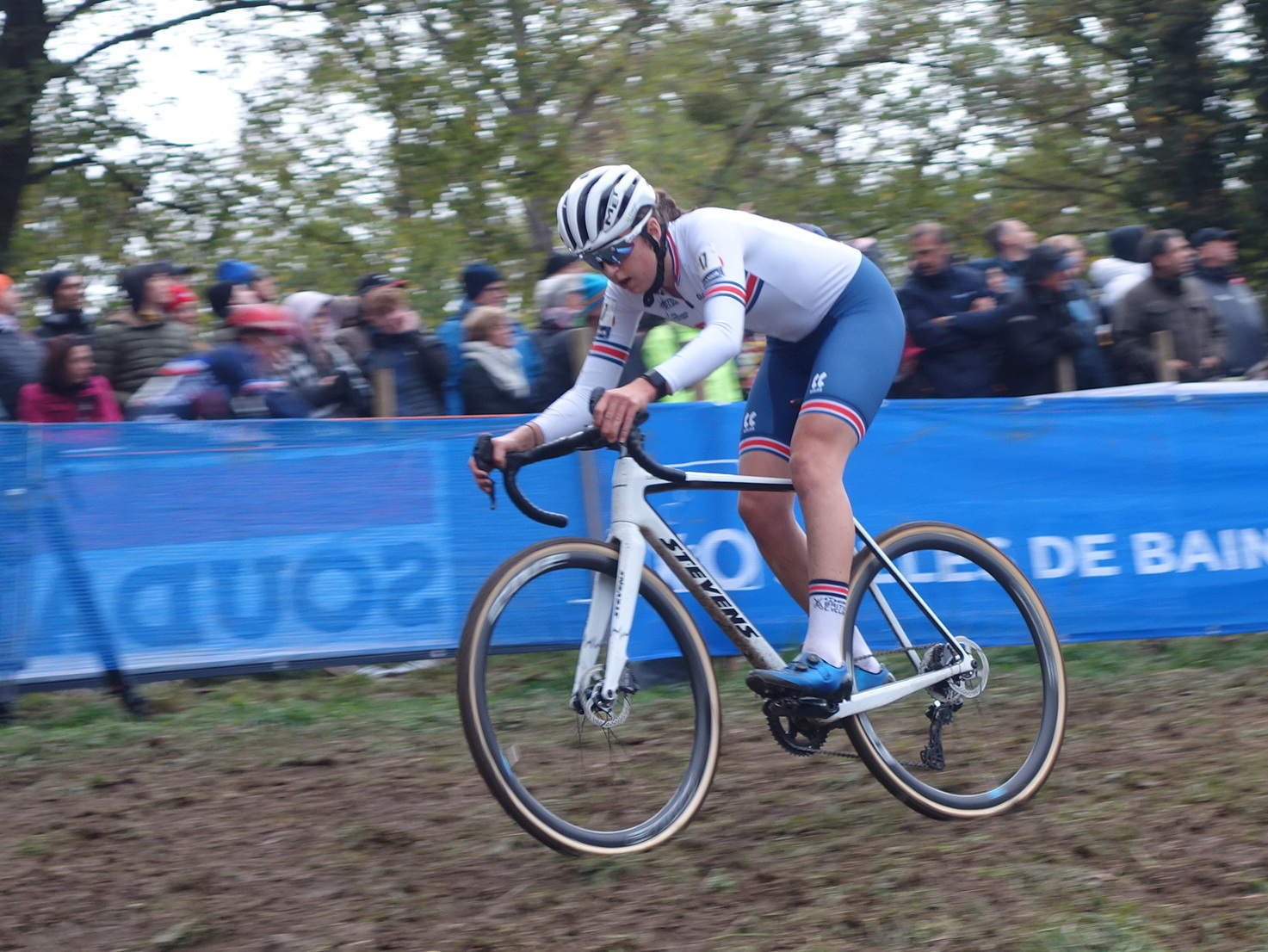
Couzens während der Cyclocross-EM 2022 in Namur

Millie Couzens (* 29. Oktober 2003 in Bicester) ist eine britische Radsportlerin, die bei Rennen auf Bahn, Straße und im Cyclocross startet.

## Sportlicher Werdegang
Millie Couzens bestritt ihr erstes Cyclocross-Rennen mit acht Jahren im Jahr 2012. In der Saison 2016/17 dominierte sie die lokalen Ligen und wurde Vizemeisterin bei den nationalen Meisterschaften der unter 14-Jährigen. Im darauffolgenden Jahr holte sie als U16-Fahrerin ihren ersten Sieg bei nationalen Meisterschaften. In der Saison 2019/20 wurde sie britische Junioren-Meisterin und belegte beim erstmals ausgetragenen Weltmeisterschaftsrennen für Juniorinnen Platz vier.
Ab Ende der 2010er Jahre startete Couzens auch zunehmen erfolgreich auf Bahn und Straße. 2019 wurde sie mit Zoe Bäckstedt britische Junioren-Meisterin im Zweier-Mannschaftsfahren, 2021 Junioren-Europameisterin in der Mannschaftsverfolgung. 2022 errang sie mit Bäckstedt den Titel der Junioren-Weltmeisterin im Zweier-Mannschaftsfahren. Bei Weltmeisterschaft und Junioren-Europameisterschaft belegte sie zudem im Omnium Platz drei. 2023 wurde sie mit Madelaine Leech, Sophie Lewis und Kate Richardson U23-Europameisterin in der Mannschaftsverfolgung.

## Erfolge

### Bahn
2019
- Britische Jugend-Meisterin – Zweier-Mannschaftsfahren (mit Zoe Bäckstedt)

2021
- Junioren-Europameisterin – Mannschaftsverfolgung (mit Zoe Bäckstedt, Grace Lister und Madelaine Leech)
- Britische Junioren-Meisterin – Scratch, Punktefahren, Zweier-Mannschaftsfahren (mit Zoe Bäckstedt)

### Cyclocross
2017/2018
- Gesamtwertung National Trophy (Jugend)
- Britische Jugend-Meisterin

2019/2020
- Britische Junioren-Meisterin

2021/2022
- National Trophy Series Round 5 (Gravesend)

2022/2023
- National Trophy Series Round 2 (Falkirk) und 6 (Gravesend)
- Andover Supercross

### Straße
2021
- Britische Junioren-Meisterin – Straßenrennen

2025
- Britische Meisterin – Straßenrennen